# Островский, Александр Владимирович (историк)
Алекса́ндр Влади́мирович Остро́вский (2 июня 1947, Улин, Великолукская область — 19 февраля 2015, Санкт-Петербург) — советский и российский историк. Доктор исторических наук, доцент.

## Биография
В 1965 году окончил среднюю школу № 3 в городе Великие Луки. Пытался поступить на исторический факультет Ленинградского государственного университета, но не прошёл по конкурсу. Год работал старшим пионервожатым в родной школе.
В 1970 году окончил исторический факультет Псковского педагогического института, в 1974 году — аспирантуру Ленинградского отделения Института истории АН СССР (научный руководитель В. С. Дякин).
Преподавал в Вологодском (1975—1980) и Ярославском (1980—1984) педагогических институтах.
В 1977 году защитил диссертацию на соискание учёной степени кандидата исторических наук по теме «Третьеиюньский переворот 1907 года» (специальность 07.00.02 — история СССР).
В 1984—1997 годах работал в Ленинградском электротехническом институте связи, в 1997—2001 годах — заведующий кафедрой истории Санкт-Петербургского гуманитарного университета профсоюзов.
В 1988 году в Ленинградском отделении Института истории АН СССР защитил диссертацию на соискание учёной степени доктора исторических наук по теме «Сельскохозяйственное производство Европейского Севера России 1861—1914 гг.» (специальность 07.00.02 — история СССР).
В 1992 году создал альманах «Из глубины времён» и стал его главным редактором. В том же году по его инициативе в институте стали проводиться ежегодные научные конференции «Элита России: деловые и родственные связи», материалы которых печатались в альманахе «Из глубины времён» (9 конференций, 14 номеров альманаха). В 1994 году организовал «Творческую группу по изучению элиты российского общества XIX — начала XX веков», была создана картотека, в создании которой принимали участие не только преподаватели, аспиранты, но и студенты.
В 2001 году из-за разногласий с ректором А. С. Запесоцким ушёл с заведования кафедрой, а в декабре 2006 года был уволен. На следующий год был восстановлен в должности через суд после отмены приказа об увольнении.
Продолжил преподавательскую карьеру в должности профессора кафедры истории и регионоведения гуманитарного факультета Санкт-Петербургского государственного университета телекоммуникаций им. М. А. Бонч-Бруевича. С 2007 года помимо истории преподавал там профильный для университета курс по истории связи.
Умер 19 февраля 2015 года в Санкт-Петербурге. Похоронен на Серафимовском кладбище, участок 47.

## Научная деятельность

### Сельскохозяйственная трилогия
В 1982 году в докторской диссертации «Капиталистическая перестройка сельскохозяйственного производства Европейской России в конце XIX — начале XX в.» сделал попытку пересмотра сложившихся к тому времени представлений об аграрном строе дореволюционной России. После того как диссертация была отправлена на переработку, в декабре 1983 года представил новый её вариант под названием «Зерновое производство Европейской России в конце XIX — начале XX в.в.». Он тоже не был принят. Только в 1989 году защитил третий, ещё более урезанный вариант, который лёг в основу книги «Сельское хозяйство Европейского Севера России. 1861—1914 гг.», изданной в 1998 году.
Книга А. В. Островского «Российская деревня на историческом перепутье. Конец XIX — начало XX в.» (М.: Товарищество научных изданий КМК, 2016) завершает трилогию, посвящённую сельскому хозяйству европейской части России XIX-начала XX веков. Две ранее вышедшие книги А. В. Островского: «Зерновое производство Европейской России в конце XIX-начале XX веков.» (СПб.: Полторак, 2013) и «Животноводство Европейской России» (СПб.: Полторак, 2014). Трилогия, в каждой книге которой столько же страниц, сколько в работе 1998 года, представляет собой детальную проработку тем и проблем, поднятых в «Сельском хозяйстве…».
Историк А. И. Фурсов отмечает: "В «Российской деревне…» на основе огромного эмпирического материала показана реальная картина пореформенной деревни, с одной стороны, и полная неадекватность вульгарно-марксистских и сменивших их после 1991 года столь же убогих вульгарно-либеральных схем, тщетно пытающихся реанимировать приказавшую долго жить на Западе ещё на рубеже 1960—1970-х годов теорию модернизации. Вопреки вульгарным марксистам А. В. Островский показывает, что капиталистический уклад в русской деревне был мизерным, что процессы социального разложения и разрушения опережали процессы формирования нового. Вопреки вульгарно-либеральным писаниям А. В. Островский показывает провал аграрной модернизации в России; в свое время он и С. А. Нефёдов в своих статьях подвергли убедительной критике работу Б. Н. Миронова, который уже многолетне и многотомно пытается доказать успешность модернизации дореволюционной России. Впрочем, на мой взгляд, схема «успешная модернизация России» «снимается» одним вопросом: если такая успешная, то откуда и почему революция? Я уже не говорю о том, что успехом в данном случае оказывается зависимость от иностранного капитала, толкающая к утрате суверенитета. А. В. Островский большое внимание уделял аграрному перенаселению, что, однако, на мой взгляд, не делает его приверженцем неомальтузианства. В целом его подход вполне марксистский".

### Другие работы
А. В. Островский шёл к завершению «сельскохозяйственной трилогии» полтора десятка лет, а если отсчёт вести от докторской диссертации (1990), то четверть века. Однако было бы ошибкой полагать, что всё это время историк занимался только сельскохозяйственной проблематикой. В течение двенадцати лет он написал семь историко-публицистических работ, пять из которых опубликованы. Это: «Кто стоял за спиной Сталина» (М.-СПб.: Центрполиграф; Ми-М «Дельта»; вышла тремя изданиями — 2002, 2003, 2004); «Солженицын: Прощание с мифом» (М.: «Яуза. Пресском», 2004), «1993 год: Расстрел Белого Дома»- два издания (М.: «Яуза-эксмо», 2008 и М.: Книжный мир, 2014); «Кто поставил Горбачёва?» (М.: «Алгоритм. Эксмо», 2010) (переиздана под названием «Проект „Распад СССР“: Тайные пружины власти» (М.: «Алгоритм», 2016), «Глупость или измена? Расследование гибели СССР» (М.: Крымский мост 9-Д Форум, 2011). Каждая из этих книг, кроме «1993 год…» — по 600—800 страниц. 
Александр Владимирович не успел опубликовать не только «Русскую деревню», но и ещё две крупные работы: «Самодержавие или конституция» и «История денег в России».
Особый интерес А. В. Островский проявлял к человеческому фактору в истории. Его интересовали родственные и личные связи, их роль в исторических событиях. Указанный интерес нашёл отражение и в альманахе «Из глубины времён», который издавался в 1992—2014 годах (вышло 14 выпусков) и бессменным редактором которого был А. В. Островский, и в проведении конференции «Элита России: деловые и родственные связи», и в организации «Творческой группы по изучению элиты российского общества XIX — начала XX в.».
Кроме монографий, у А. В. Островского вышло немалое количество статей, тематика которых столь же широка, как и тематика его книг. Здесь и сельское хозяйство, и социально-политическая история, и элита России начала XX века, и революционное движение (включая Октябрьскую революцию), и многое другое.
За те же 12 лет, когда были написаны указанные монографии, историк подготовил и опубликовал 5 учебных пособий, справочников и учебников. Это «Универсальный справочник по истории России» (СПб., 2000), «История цивилизаций» (СПб., 2000), «История средств связи» (СПб., 2009), «История отечественной связи» (СПб., 2010) и «История мировой и отечественной связи» (СПб., 2011). В предисловии к пособию 2011 года Островский сообщает, что тема истории связи для изучения трудна, так как многие проблемы недостаточно изучены, тематическая литература «тонет в почти безбрежном море книг и статей, с которыми приходится иметь дело современному человеку», «подавляющее большинство публикаций по этой тематике имеет не научный, а научно-популярный характер. В результате приходится сталкиваться с разнобоем в датировке событий, расхождениями в использовании цифрового материала, не всегда верно установленными научными приоритетами, мифотворчеством и т. д.» … «С особыми трудностями пришлось столкнуться при освещении современного состояния связи. И не только потому, что многие её проблемы скрыты от наших глаз, а документы пока недоступны, но и потому что некоторые книги и статьи по этой проблематике отсутствуют даже в ведущих библиотеках страны. В связи с этим пришлось обращаться к электронным версиям этих материалов, размещенных в интернете».
На протяжении пятнадцати лет А. В. Островский работал над книгой, получившей название «Кто стоял за спиной Сталина? Тайны революционного подполья». В ней были сделаны акценты на малоизвестных публикациях, раскрыты связи Сталина с представителями грузинской и армянской аристократий.

### Аудиоархив
В марте 2017 года в АНО «Экономическая летопись» был передан аудиоархив Александра Островского. Многих участников ключевых событий российской истории конца XX века, историк интервьюировал лично. Аудиозаписи этих бесед сейчас переводятся в цифровой формат.

## Оценки деятельности
С. А. Нефёдов отмечает, что «работы А. В. Островского, «Зерновое производство Европейской России в конце XIX - начале XX века» и «Животноводство России в конце XIX - начале XX века», носят энциклопедический характер. В них приводится колоссальный объём информации о сельском хозяйстве Российской империи — прежде всего, это статистическая информация, собранная из тысяч источников, среди которых особое место занимают сведения, найденные автором в архивах. В отличие от многих историков, А. В. Островский стремился проникнуть в детали функционирования
крестьянского хозяйства — вплоть до обеспеченности овинами и заготовки дров для сушки хлеба. Выводы Островского базируются на основании детального и всестороннего анализа развития сельского хозяйства — и в их обоснованности не приходится сомневаться».
По словам О. В. Эдельман, книга А. В. Островского «Кто стоял за спиной Сталина?» является этапом в разработке темы, хотя и не лишена определённых недостатков (например, её характеризует недостаток внимания ко «многим вопросам, связанным со внутрипартийным контекстом»), в книге  впервые введены в оборот по-настоящему большое количество документов, в том числе из архивов Грузии.
Е. И. Волгин, кандидат политических наук и доцент исторического факультета МГУ, называет книгу Островского «Проект „Распад СССР“: тайные пружины власти» в качестве примера работ, в которых «проблема гибели СССР неразрывно связана с изучением „тайных пружин“ политического процесса, где господствует конспирологический подход».
Ю. В. Латыш, кандидат исторических наук и доцент кафедры истории мирового украинства КНУ, в статье «Конспирологические теории перестройки и разрушения СССР» отмечает гипотезу Островского, что «перестройка была задумана как подготовка к вхождению советской страны в мировую экономику и созданию „нового мирового порядка“» и предположение Островского, что «решение о назначении Горбачёва было сначала утверждено в США».
Размышляя над вышедшей посмертно работой А. В. Островского «Самодержавие или конституция», изданной в авторском сборнике «Россия. Самодержавие. Революция.», Лукоянов И. В. отмечал: «Размах текста не оставляет сомнений в том, что Островский собирался создать масштабную и вместе с тем обстоятельную картину событий, приведших к изданию манифеста 17 октября. Судя по отдельным фрагментам, историк работал над ней с перерывами почти 40 лет, т. е. большую часть своей жизни, так и не успев обработать огромный массив собранных данных, часть из которых прежде была неизвестна исследователям. Уже поэтому незавершённую рукопись стоило опубликовать».
Кандидат исторических наук, научный сотрудник МГУ И. Н. Стрекалов, писал: «Двухтомник А. В. Островского бесспорно, произведёт сильное впечатление на читателей. Но совершенно очевидно, что его размышления нуждаются в серьёзной критике, перепроверке и существенной корректировке другими исследователями .
А. И. Фурсов назвал Островского «блестящим учёным» и «превосходным лектором, умевшим выступать перед любой аудиторией», отметив «его принципиальность, честность, открытость, оптимизм, весёлую энергичность советского человека, не потерявшегося в подлой постсоветской действительности и сумевшего работать вопреки ей».

## Память
C 2017 года в Санкт-Петербурге ежегодно проводится цикл научно-практических конференций «Геополитические катастрофы XX века», посвящённый памяти А. В. Островского.